# 大井城
大井城（おおいじょう）は、長野県佐久市岩村田にあった日本の城。長野県指定史跡。信濃守護代も務めた大井氏の居城。別名は岩村田館。

## 歴史
大井城は佐久市岩村田の東北部に湯川の断崖に沿って、北から石並城（いせならびじょう）、王城、黒岩城の三城からなり、清和源氏小笠原長清の七男、清和源氏小笠原流大井氏の祖、大井朝光が大井荘地頭としてこの地に居を構えて（「四鄰譚藪」）以来、文明16年（1484年）に落城するまで、佐久郡東北部を中心に勢力を振るった大井宗家の本拠地であった。
弘安2年（1279年）、二代城主大井光長は創建した大井荘落合の新善光寺（佐久市鳴瀬）に、大檀那として梵鐘を寄進した。また、「一遍上人絵伝」に描かれた大井太郎（光長）の館が、どのあたりにあったのかは定かでない。
建武2年（1335年）中先代の乱が起こり、後醍醐天皇に反旗を翻した足利方（北朝）についた四代城主大井朝行（行時）は、東山道を鎌倉に向けて進む朝廷軍（南朝）一万余を佐久郡で迎え撃ち、忽那重清らと交戦したが（『於大井庄合戦』『忽那文書』等）、奮戦数日の後、ついに落城した。
その後、大井城は復旧し、五代城主大井光長（光栄）は信濃国守護代を務めた。その子の六代城主大井光矩は応永7年（1400年）の大塔合戦で守護小笠原長秀と国人衆（大文字一揆）の仲介をして、敗走する小笠原長秀を救った。
次の七代城主大井持光の代には大井氏全盛期となり、繁栄期の大井城下は「応永年中、大井越前守（持光）、関東管領足利持氏公に仕えて武功三軍に出たり、したがって大井の城も盛大なり。」「民家六千軒、交易四達し、賑い国府（松本市）にまされり」（「四鄰譚藪」）、真光寺、龍雲寺、その他の寺社が立ち並んでいた。持光時代の所領は六万貫といわれ、伴野氏、望月氏等の領地を除く北佐久郡のほとんどを領し、上州、武州にも所領を有し、京都参勤には1千騎を率いたといわれる。永享10年（1438年）に永享の乱が起こり、大井持光は足利持氏の遺児永寿王丸（後の古河公方足利成氏）を安原の安養寺に庇護した（「足利系図」）。
次の八代城主大井政光の代には文明4年（1472年）に甲斐に侵攻、文明9年（1477年）には甲斐勢が佐久に侵攻したが、これを打ち破っている。（「妙法寺記」）
次の九代城主大井政朝は文明11年（1479年）に佐久郡の伴野氏との戦いに大敗し、大井政朝は生捕りとなり、大井氏執事相木氏が討死する。弟の十代城主大井安房丸に代替わりした文明16年（1484年）、更級・埴科両郡から小県郡に勢力のあった村上政清が大軍を率いて佐久に攻め込み、大井城は焼け落ち岩村田城下は一挙に灰燼に帰した。城主大井安房丸は小諸に逃れ、大井朝光が大井城に居城してからおよそ二百六十余年、城は落ち岩村田大井宗家もここに滅亡した。
大井宗家は滅びたが、岩尾、耳取、芦田、相木などの一門、家臣の所領は存続して、大井城主（岩村田城主）には長窪大井氏の大井玄慶（安房丸の子、政信）が継いだ。天文12年（1543年）、岩村田城主大井貞隆は甲斐の武田信玄に攻略され長窪城に追われた。天正10年（1582年）、武田氏が滅亡すると、岩村田城主大井雅楽助は徳川家康麾下の依田信蕃に下り、城を明け渡した。
大井城の遺構は元文年間（1736-1741年）に書かれた「四鄰譚藪」に記述があるが、現在はほとんど見るべきものが残っていない。主郭部は王城公園となり、県天然記念物の大ケヤキがある。